# Richard Christy
Richard Christy (Kansas, 1974) es un baterista y cineasta estadounidense.

## Trayectoria musical
Ingresó a su primera banda, Syzygy, en 1989. En 1992 se unió a Public Assasin, banda que se separó y dio paso a Burning Inside, formada en 1995. En 1997 se unió a Death para grabar el disco The Sound of Perseverance. Tras esto tocó la batería para el grupo Control Denied, en 1999. Durante el año 2000 ingresó a la banda Iced Earth, con la cual grabó los discos Horror Show (2001), Tribute to the Gods (2002) y The Glorious Burden (2004), dejando la banda antes de comenzar la gira de este último disco. Actualmente Richard Christy forma parte de la banda Charred Walls Of The Damned. 

## Trayectoria cinematográfica
En 1992 grabó su primera película de bajo presupuesto, Evil Ned 2, la que, tras una buena recepción crítica, regrabó en el año 1995 bajo el nombre de Evil Ned 3: The Return of Evil Ned 2, Electric Boogaloo.
En septiembre de 1998 lanzó su segunda película, T-BACK, y en 1999 lanzó su tercera película, Legend Of The Black Eye.

## Discografía

### Burning Inside
- The Eve of the Entities (2000)
- Apparition (2001)

### Iced Earth
- Horror Show (2001)
- Tribute to the Gods (2002)
- The Glorious Burden (2004)

### Death
- The Sound of Perseverance (1998)
- Live at Eindhoven (1998)
- Live in L.A. Death and Raw (1999)

### Control Denied
- The Fragile Art of Existence (1999)